# 越民义
越民义（1920年6月-2023年1月17日），男，贵州贵阳人，中国数学家，中国运筹学的开拓者，曾任中国运筹学会理事长，中国系统工程学会常务理事。
1920年6月出生于贵阳花溪，1945年毕业于浙江大学数学系并留校任教，师从陈建功和苏步青。建国初期进入中国科学院数学研究所，成为华罗庚先生的主要助手。曾担任中国科学院应用数学研究所副所长和《应用数学学报》主编。是我国运筹学的先驱之一和学术带头人，在运筹学的排队论、排序与调度理论、装箱问题、非线性最优化等多个方向取得突出成果。曾获全国科学大会成果奖，两次中国科学院自然科学一等奖，国家自然科学三等奖，首届中国运筹学会科学技术奖一等奖。曾担任中国数学会运筹学会理事长、中国运筹学会名誉理事长和《运筹学杂志》（后更名为《运筹学学报》）主编。是童景成、宋天泰、堵丁柱等在应用数学所当研究生时的导师。